# Беркович, Эяль
Эя́ль Бе́ркович (ивр. איל ברקוביץ‎; род. 2 апреля 1972, Регба, Израиль) — израильский футболист, спортивный комментатор и телеведущий. Двукратный чемпион Израиля и трёхкратный обладатель Кубка Израиля в составе команды «Маккаби» (Хайфа), самый полезный игрок сезона 1993/94 в Национальной лиге Израиля. В чемпионате Шотландии 2000/01 провёл первую половину сезона в составе будущих чемпионов, команды «Селтик».

## Спортивная карьера

### Выступления в Израиле
Эяль Беркович — воспитанник футбольной школы хайфского «Маккаби», куда пришёл в десять лет. В 1989 году провёл свой первый матч за юниорскую (до 18 лет) сборную Израиля, а с 1991 года выступал за молодёжную сборную страны. Первый гол за сборную провёл в матче со сборной Кипра, в котором вышел на замену. Свой первый матч в Национальной лиге Израиля провёл также в 1989 году.
В 1991 году Беркович был одним из лидеров хайфского «Маккаби», завоевавшего в тот год и чемпионский титул, и Кубок Израиля. В 1993 году он забил победный гол в финале Кубка Израиля, вторично завоевав этот трофей. В 1994 году он второй раз стал чемпионом Израиля, возглавил Национальную лигу по числу результативных передач (16) и был признан самым полезным игроком лиги, а в 1995 году в третий раз стал с командой обладателем Кубка Израиля. В 1993 году Беркович был одним из игроков сборной Израиля, победившей команду Франции на «Парк де Пренс» со счётом 3:2, и забил в этом матче второй из трёх голов израильтян.

### Карьера за границей
В 1996 году «Маккаби» одолжил Берковича английскому клубу «Саутгемптон». Беркович провёл там большую часть сезона и сыграл важную роль в сенсационной победе над чемпионами «Манчестер Юнайтед» со счётом 6:3, забив два гола и сделав результативную передачу.
В июле 1997 года Беркович перешёл в другой английский клуб, «Вест Хэм Юнайтед». За его переход клуб заплатил 1,75 млн фунтов стерлингов. После двух сезонов в Премьер-лиге Берковича продают в шотландский «Селтик» за 5,75 млн фунтов, рекордную по тем временам сумму как для Израиля, так и для Шотландии. В «Селтике» Беркович провёл полтора сезона, но его капризное поведение, недостаточно эффективная игра и конфликты с тренером Мартином О’Нилом и другими игроками заставили будущих чемпионов Шотландии расстаться с ним в начале 2001 года. Сезон он закончил в «Блэкберн Роверс», а потом был продан за полтора миллиона фунтов в «Манчестер Сити». В январе 2004 года, несмотря на любовь болельщиков, Берковича из-за конфликта с тренером Кевином Киганом продали в «Портсмут», где он сыграл важную роль в борьбе за выживание в Премьер-лиге. Тем не менее с начала нового сезона он не сумел закрепиться в основном составе, рассорился с тренером Гарри Реднаппом и в январе 2005 года вернулся в Израиль.

### Возвращение в Израиль и окончание карьеры

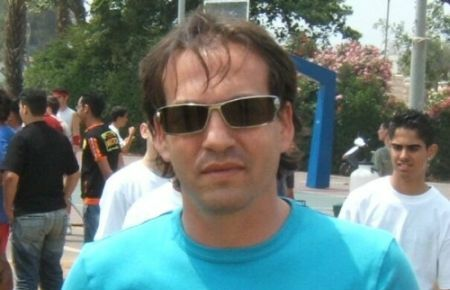
Эяль Беркович в 2005 году

Сезон 2005/06 Беркович провёл на родине, в Израиле, выступая за тель-авивский «Маккаби». Несмотря на звёздный состав, за который ещё до начала сезона клуб стали называть «Галактикос», сезон у тель-авивцев не задался. 7 мая 2006 года Беркович заявил о своём уходе из футбола.
После окончания активной карьеры Беркович работает спортивным комментатором. По окончании сезона 2013/14 в израильской лиге Беркович был назначен на должность главного менеджера футбольной команды «Хапоэль» (Тель-Авив). Он также является директором спортивной детско-юношеской футбольной школы в пригороде Хайфы Нешере, где в команде мальчиков 2001 года рождения играл его сын Том.

## Скандалы и отношение в обществе
Беркович отличается взрывным характером. Это выливалось в частые конфликты с партнёрами по клубам и сборной Израиля. В последний год карьеры Беркович был дисквалифицирован на шесть матчей за оскорбления судьи. Уже после окончания игровой карьеры он попал в суд и был приговорён к штрафу и общественным работам за нападение на тренера детской команды, где играл его сын. Автобиография Берковича «Волшебник» также вызвала скандал из-за резкой критики ряда людей, в ней упоминавшихся.
В 2009 году былые игровые успехи Берковича были дважды отмечены: в Израиле он был признан одним из пяти лучших футболистов в истории страны, а английской газетой «Times» он был включён в список десяти лучших полузащитников за историю английской Премьер-лиги.
В начале 2010 года Беркович, никогда до этого не занимавшийся тренерской работой, вёл кампанию за своё назначение главным тренером сборной Израиля. На пресс-конференции 17 февраля он заявил, что его назначения ждёт вся страна. Но вскоре тренером сборной был назначен Луис Фернандес.

## Достижения

### Командные
«Маккаби (Хайфа)»
- Чемпион Израиля (2): 1990/91, 1993/94
- Обладатель Кубка Израиля (3): 1990/91, 1992/93, 1994/95
- Обладатель Кубка Тото: 1993/94

«Вест Хэм Юнайтед»
- Обладатель Кубка Интертото: 1999

«Селтик»
- Обладатель Кубка шотландской лиги: 1999/00

«Манчестер Сити»
- Победитель Первого дивизиона: 2001/02

### Личные
- Футболист года в Израиле: 1994
- Команда года по версии ПФА в Первом дивизионе: 2001/02